# Steve McNiven
Steve McNiven (Halifax, 1967) è un fumettista canadese.

## Carriera
Il suo esordio nel mondo dei fumetti avviene nel 1999, quando la moglie, vedendolo senza lavoro, lo sprona a mostrare delle tavole di prova alla convention di fumetti a San Diego. Viene notato dalla casa editrice CrossGen, che gli affida alcuni numeri della serie Meridian. Dopo aver abbandonato la casa editrice per problemi contrattuali, nel 2004, l'editor Marvel C.B. Cebulski lo contatta per conto della Marvel Comics.
Nel 2005 incominciano le sue collaborazioni più importanti con la Marvel Comics: esegue le tavole per l'allora nuova serie dei Fantastici Quattro su testi di Roberto Aguirre Sacasa, la miniserie Ultimate Secret, su testi di Warren Ellis, che ha però dovuto abbandonare, in favore del disegnatore Tom Raney, e un ciclo su Nuovi Vendicatori, su testi di Brian Michael Bendis (nn. 7-10).
Nel 2007, la Marvel gli affida il crossover Civil War, sui testi di Mark Millar, che esce con diversi ritardi a causa della lentezza del disegnatore nel completare le tavole.
Nel gennaio 2008 sale a bordo della testata Amazing Spider-Man, per poi abbandonarla dopo pochi numeri in favore di un ciclo intitolato Old Man Logan, sulla collana Wolverine di nuovo in coppia con lo scrittore Mark Millar.
Vive a Toronto con la moglie Lisa e la figlia Emma.

## Opere
- Meridian (2000-2003)
- Marvel Knights 4 (2005) (nn. 1-7)
- Nuovi Vendicatori (New Avengers) (2005) (nn. 7-10 e 16)
- Ultimate Secret (2005) (nn. 1-2)
- Civil War (2007)
- Amazing Spider-Man (2008) (nn. 546-548)
- Wolverine (2008-2009) (nn. 66-73)
- Nemesis (2010)